# The Vengeance of Rannah
The Vengeance of Rannah è un cortometraggio muto del 1915 diretto da Tom Santschi. Ambientato in India, prodotto dalla Selig Polyscope Company su un soggetto di James Oliver Curwood, il film aveva come interpreti George Larkin, Leo Pierson, Lafayette McKee, Marion Warner.

## Trama
Tornato a casa, il soldato Henry Ranson scopre che la sua ragazza sta per sposare un altro. Il generale Craddock, un vecchio ufficiale in pensione, cerca di consolarlo raccontandogli la propria storia. Quand'era giovane, in India, viveva felicemente con la moglie, ignaro che questa aveva invece ceduto alle lusinghe di un altro ufficiale, il capitano Alva con il quale la donna si reca in visita al tempio di Rannah, dove vengono custoditi alcuni preziosi gioielli. I sacerdoti raccontano loro che una terribile sorte ha sempre colpito coloro che hanno tentato di rubarli. Indifferente alla maledizione, Alva decide la prenderli la stessa notte della fuga con la moglie di Craddock. Intanto Craddock organizzava per quella stessa notte un ricordo in onore di Hassam Bey, l'eroe martire. Alva, dopo un terribile combattimento, è riuscito nella sua impresa e nasconde la refurtiva nella bocca di un cannone. Lo stesso cannone che spara un colpo d'onore a Hassam Bey, uccidendo nello stesso tempo il ladro e la fuggitiva. "Così, attraverso la vendetta di Rannah e l'amicizia di Hassam Bey, anche dopo la sua morte, ho imparato la terribile verità su mia moglie", dice il generale Craddock a Ranson. Poi esorta il giovane ad essere grato per la scoperta del vero carattere del suo presunto amore.

## Produzione
Il film fu prodotto dalla Selig Polyscope Company.

## Distribuzione
Distribuito dalla General Film Company, il film - un cortometraggio in due bobine - uscì nelle sale cinematografiche statunitensi il 15 novembre 1915.